# Hong Kong Senior Challenge Shield 2006/07
Der Hong Kong Senior Challenge Shield 2006/07, aus Sponsorengründen auch als HKFA Choi Fung Hong Senior Shield bekannt, war die 1005. Austragung eines K.-o.-Fußballwettbewerbs in Hongkong. Teilnehmer waren die zehn Mannschaften der ersten Liga, der Hong Kong Premier League. Das Turnier begann am 10. Dezember 2006 und endete mit dem Finale im Hong Kong Stadium am 21. Januar 2007. Titelverteidiger war der Kitchee SC.

## Termine
| Runde         | Datum                               |
| ------------- | ----------------------------------- |
| 1. Runde      | 10. Dezember 2006 14. Dezember 2006 |
| Viertelfinale | 23. Dezember 2006 24. Dezember 2006 |
| Halbfinale    | 14. Januar 2007                     |
| Finale        | 21. Januar 2007                     |

## Erste Runde
|                                      | Ergebnis |                |
| ------------------------------------ | -------- | -------------- |
| 10. Dezember 2006 (Mong Kok Stadium) |          |                |
| Hong Kong 08                         | 1:2      | Hongkong FC    |
| 14. Dezember 2006 (Mong Kok Stadium) |          |                |
| Hong Kong Rangers FC                 | 0:1      | South China AA |

## Viertelfinale
|                                      | Ergebnis              |                   |
| ------------------------------------ | --------------------- | ----------------- |
| 23. Dezember 2006 (Mong Kok Stadium) |                       |                   |
| Xiangxue Sun Hei                     | 2:1                   | Citizen AA        |
| 23. Dezember 2006 (Mong Kok Stadium) |                       |                   |
| Wofoo Tai Po                         | 0:1                   | Dongguan Lanwa FC |
| 24. Dezember 2006 (Mong Kok Stadium) |                       |                   |
| Kitchee SC                           | 1:0                   | Hongkong FC       |
| 24. Dezember 2006 (Mong Kok Stadium) |                       |                   |
| Happy Valley AA                      | 2:2 n. V. (3:5 i. E.) | South China AA    |

## Halbfinale
|                                    | Ergebnis |                   |
| ---------------------------------- | -------- | ----------------- |
| 14. Januar 2007 (Mong Kok Stadium) |          |                   |
| Kitchee SC                         | 0:1      | Xiangxue Sun Hei  |
| 14. Januar 2007 (Mong Kok Stadium) |          |                   |
| South China AA                     | 4:1      | Dongguan Lanwa FC |

## Finale
|                                     | Ergebnis |                |
| ----------------------------------- | -------- | -------------- |
| 21. Januar 2007 (Hong Kong Stadium) |          |                |
| Xiangxue Sun Hei                    | 1:2      | South China AA |